# Joseph Van Daele
Pour les articles homonymes, voir Van Daele.
Joseph Van Daele ou Vandaele, né le 16 décembre 1889 à Wattrelos et mort le 14 février 1948 à Amiens, est un coureur cycliste belge. Il fut professionnel de 1912 à 1926.

## Palmarès
- 1910
  - 2e du Tour de Belgique amateurs
- 1911
  - Liège-Bastogne-Liège
  - Anvers-Menin
  - Tour de Belgique indépendants
    - Classement général
    - 4e étape

  - 2e de Bruxelles-Liège
- 1912
  - 2e de Paris-Menin
  - 2e du Circuit de Touraine
  - 3e de Bruxelles-Oupeye
- 1913
  -  Champion de Belgique sur route
  - Tour du Hainaut
  - 2e du Tour des Flandres
  - 2e de l'Étoile Carolorégienne
  - 9e du Tour de France
- 1914
  - 2e du championnat de Belgique sur route
  - 3e de Paris-Bruxelles
- 1919
  - 2e du championnat de Belgique sur route
  - 8e du Tour de France
- 1920
  - 10e du Tour de France
- 1921
  - 1re étape du Tour de Belgique
- 1925
  - 3e de Paris-Calais
- 1926
  - 2e de Paris-Arras (À travers les Hauts-de-France depuis 2017)
  - 2e de Paris-Dinant

## Resultats sur le Tour de France
- 1912 : abandon (6e étape)
- 1913 : 9e
- 1919 : 8e
- 1920 : 10e
- 1922 : abandon (2e étape)
- 1923 : abandon (7e étape)